# Eron Harris
Eron Harris (Indianapolis, 26 novembre 1993) è un cestista statunitense.